# Aviella baikalensis
Aviella baikalensis är en plattmaskart. Aviella baikalensis ingår i släktet Aviella och familjen Aviellidae. Inga underarter finns listade i Catalogue of Life.